# Eve Ryan
Eve Ryan Sánchez (Londra, 27 gennaio 2000) è un'attrice e modella spagnola di origine britannica.
È conosciuta soprattutto per aver interpretato il ruolo di Ainara in Escándalo - Storia di un'ossessione.

## Filmografia

### Cinema
- È colpa mia?, regia di Domingo Gonazàlez (2023)
- Dímelo Bajito (2025)

### Televisione
- Escándalo - Storia di un'ossessione - serie TV, 8 episodi (2023)

## Doppiatrici italiane
Nelle versioni in italiano delle opere in cui appare,  Eve Ryan è stata doppiata da:
- Luna Iansante in Escándalo - Storia di un'ossessione